# Rio Beaver (tributário do Rio Kapiskau)
 O Rio Beaver é um rio no extremo nordeste do Distrito de Kenora, no noroeste de Ontário, Canadá. Faz parte da bacia de drenagem de James Bay e é um afluente esquerdo do rio Kapiskau.

## Curso
O rio começa em um lago sem nome e primeiro segue para o norte, depois para o sudeste. Em seguida, vira para nordeste e chega à foz no rio Kapiskau, que deságua na baía de James.